# Antoni Hyży
Antoni Józef Hyży (ur. 14 marca 1893 w Winiarach, zm. 28 kwietnia 1969 w Krakowie) – major piechoty Wojska Polskiego, kawaler Orderu Virtuti Militari.

## Życiorys
Urodził się 14 marca 1893 w Winiarach, w ówczesnym powiecie wielickim Królestwa Galicji i Lodomerii, w rodzinie rolników Józefa i Katarzyny z domu Machna. W latach 1906–1914 uczył się w c. k. Gimnazjum III w Krakowie.
18 listopada 1915 został powołany do cesarskiej i królewskiej armii, wcielony do 13 pułku piechoty, a następnie skierowany do szkoły oficerów rezerwy w Opawie. Po ukończeniu szkoły został wysłany na front wshodni. W 1917 został przydzielony do batalionu szturmowego, w którym służył do 30 października 1918. W międzyczasie został przeniesiony na front włoski i mianowany podporucznikiem rezerwy ze starszeństwem z 1 grudnia 1917.
3 listopada 1918 w Krakowie wstąpił do organizujacego się 8 pułku piechoty, który 8 lutego 1919 został przemianowany na 13 pułk piechoty. W szeregach tego oddziału walczył na wojnie z bolszewikami. Wyróżnił się 14 sierpnia 1920 w bitwie pod Ossowem i 20 sierpnia tego roku w walce pod Komisarówką. 10 sierpnia 1921 kapitan Jan Rój sporządził „wniosek na odznaczenie orderem «Virtuti Militari»”, w którym napisał:

po wyparciu przez oddziały 306 pp i II/13 pp silnych oddziałów bolszewickich, które w dniu 13 sierpnia 1920 zbliżyły się pod Ossów na północny-wschód od Rembertowa – II/13 pp zajął pozycję na wschód od Ossowa we wsi Leśniakowizna – 6. kompania 13 pp obsadzała wtedy główne przecięcia się dróg polnych, to też bolszewicy rzucili do ataku swoje 4 pułki, które pod osłoną silnego ognia artylerii zdołały przy trzecim natarciu podsunąć się pod same druty – zniszczone już ogniem artylerii nieprzyjacielskiej. Wtedy dowódca 6. kompanii por. Hyży Antoni, rozumiejąc groźną sytuację, zbiera swój pluton rezerwowy i w chwili kiedy bolszewicy poczęli przez luki w zasiekach przedzierać się – z bagnetem w ręku wypada z okopów i wśród walki zacietej odpiera zdumionych i zaskoczonych nieprzyjaciół. Przykład ten uwieńczony powodzeniem wlewa w szeregi 6. kompanii i sąsiedniej 5. kompanii taki zapał i odwagę, że wszyscy zerwali się z okopów i przez druty wypadli na nieprzyjaciela, który nie przygotowany na to ucieka w popłochu, pozostawiając kilka karabinów maszynowych i kilkudziesięciu rannych na przedpolu. Pogardą śmierci, bohaterskim przykładem i zrozumieniem groźnej sytuacji nacechowane zachowanie się por. Hyżego uratowało sytuację. Kiedy w kilka dni później po wypadzie na Majdan ruszyły nasze linie w pościg za nieprzyjacielem – por. Hyży pracuje niezmordowanie i z wielkim powodzeniem ze swoją kompanią jako straż przednia batalionu. Po wyjściu z Wyszkowa napotyka straż przednia pod wsią Komisarówką bardzo silny opór. Nieprzyjaciel zebrał tu najlepsze swoje oddziały, chcąc przez dłuższy czas trzymać drogi komunikacyjne w swym ręku, by dać możność wycofania się swoim taborom – por. Hyży umiejętnie rozwija swoją kompanię i uderza z impetem – zdobywa 2 karabiny maszynowe i znaczną ilość jeńców. Cała akcja nie trwała dłużej niż 15 minut, nieprzyjaciel rzuca wszystkie swoje rezerwy i silnie kontratakuje. Skrzydła 6. kompanii zmuszone były się cofnąć, środkowy pluton, gdzie się por. Hyży znajdował broni się ze skutkiem. Sam dowódca kompanii por. Hyży walczy z karabinem w ręku, a gdy przeciwnik nie zważając na straty doszedł na kilka kroków do linii własnej, por. Hyży na czele kilku ludzi wypada, kładzie osobiście trupem nieprzyjacielskiego dowódcę batalionu i jego otoczenie, sprawia w szeregach bolszewickich zamęt nie do opisania, który zręcznie został wykorzystany przez inne plutony tej kompanii tak, że nieprzyjaciel zaczął w popłochu uciekać. W ten sposób por. Hyży swoim bohaterstwem pozwolił innym batalionom pułku, bez rozwijania się, na dalszy szybki pościg za nieprzyjacielem. Por. Hyży był dowódcą kompanii od roku 1919 aż do czasu zakończenia wojny, przeszedł wszystkie walki, jakie pułk staczał w tym czasie, zawsze bardzo dzielny i odważny, podawany był kilkakrotnie na odznaczenie „VM”.

Po zakończeniu działań wojennych pozostał w wojsku jako oficer zawodowy i kontynuował służbę w 13 pp w Pułtusku. W sierpniu 1921 dowodził 4. kompanią. 3 maja 1922 został zweryfikowany w stopniu kapitana ze starszeństwem od 1 czerwca 1919 i 1259. lokatą w korpusie oficerów piechoty. 17 stycznia 1927 został przeniesiony służbowo na 9. normalny trzymiesięczny kurs w Centralnej Szkole Strzelniczej w Toruniu. We wrześniu tego roku został przeniesiony z 13 pp do 2 batalionu ckm w Różanie. 18 lutego 1928 prezydent RP nadał mu z dniem 1 stycznia 1928 stopień majora w korpusie oficerów piechoty i 87. lokatą. W grudniu 1929, w związku z likwidacją 2 bckm, został przeniesiony do 71 pułku piechoty w Zambrowie na stanowisko dowódcy batalionu. W grudniu 1931 został zwolniony z zajmowanego stanowiska i oddany do dyspozycji dowódcy Okręgu Korpusu Nr I. W 1932 został wyznaczony na stanowisko komendanta placu Prużana. W grudniu 1934 został przeniesiony do 65 pułku piechoty w Grudziądzu na stanowisko kwatermistrza. Na tym stanowisku pełnił służbę przez pięć kolejnych lat. W międzyczasie (1 kwietnia 1938) zajmowane przez niego stanowisko zostało przemianowane na II zastępcę dowódcy pułku.
W trzeciej dekadzie sierpnia 1939, po zakończonej mobilizacji, na czele oddziału zbierania nadwyżek 65 pp wyjechał do Radomia, gdzie formował się Ośrodek Zapasowy 16 Dywizji Piechoty. Tam 3 września objął dowództwo batalionu, który wszedł w skład improwizowanego pułku pod dowództwem ppłk. Tadeusza Knoppa. Wieczorem tego samego dnia wyruszył transportem kolejowym do Zagnańska, a następnie wziął udział w walkach Grupy „Kielce”. W trakcie walk został ranny w nogę, a po ich zakończeniu przedostał się na terytorium Królestwa Rumunii, gdzie został internowany. W 1941 został przekazany niemieckim władzom wojskowym i osadzony w Oflagu VI E Dorsten. W 1945, po uwolnieniu z niewoli, wrócił do kraju.
Zmarł 28 kwietnia 1969 w Krakowie i został pochowany na cmentarzu Rakowickim (kwatera PAS 11, rząd wsch., miejsce 4).
Był żonaty z Walerią z Kornatowskich (1899–1981), z którą miał syna Mariana Stanisława (1924–1994) i córkę Barbarę (1936–2021), zamężną z Józefem Miernikiem.

## Ordery i odznaczenia
- Krzyż Srebrny Orderu Wojskowego Virtuti Militari nr 4701[1][31][32]
- Krzyż Walecznych dwukrotnie[33][34]
- Złoty Krzyż Zasługi – 10 listopada 1928[35][36]
- Medal Pamiątkowy za Wojnę 1918–1921[1]
- Medal Dziesięciolecia Odzyskanej Niepodległości[1]
- Brązowy Medal Waleczności[37]
- Krzyż Wojskowy Karola[37]